# Amine Chermiti
Amine Chermiti (Sfax, 26 dicembre 1987) è un ex calciatore tunisino, di ruolo attaccante.

## Palmarès

### Club

#### Competizioni nazionali
- Campionato tunisino: 1

Étoile du Sahel: 2007
- Campionato saudita: 1

Al-Ittihad: 2009
- Coppa Svizzera: 1

Zurigo: 2013-2014

#### Competizioni internazionali
- CAF Champions League: 1

Étoile du Sahel: 2007
- Coppa della Confederazione CAF: 1

Étoile du Sahel: 2006
- Supercoppa CAF: 1

Étoile du Sahel: 2008